# Сугорское княжество
Сугорское (Согорское, Согожское) княжество (1339 — после 1380) — древнерусское княжество, выделившееся из состава Белозерского княжества, в период феодальной раздробленности на Руси. Местоположение его столицы неизвестно.

## Написание
Изначальное название княжеского рода в источниках — Согорские. Написание Сугорские появилось лишь в XVII веке после их пресечения. Топонима Сугорье, которому приписывают данную фамилию, никогда не существовало.

## Местоположение
Вотчина князей Сугорских располагалась в Пошехонском уезде по реке Соге, левому притоку Согожи. В актах XVI веках эта местность называлась не Согорской волостью, а термином «Согорза».

## История
Сугорское княжество возникло в 1339 году, после смерти князя Романа Михайловича, когда Белозерское княжество было поделено между его сыновьями: западная часть с Белозерском досталась Фёдору, а восточная — Василию, родоначальнику князей Сугорских.
Впрочем, новое княжество просуществовало недолго, и после 1380 года распалось на ещё более мелкие Шелешпанский, Кемский и Карголомский уделы.

## Князья
| Имя               | Время правления |
| ----------------- | --------------- |
| Василий Романович | 1339 — ?        |
| Юрий Васильевич   | ? — 1380        |
| Семен Васильевич  | 1380 — ?        |